# توماس كامبوس
توماس كامبوس (بالإسبانية: Tomás Campos)‏ (14 سبتمبر 1975 في المكسيك - ) هو لاعب كرة قدم مكسيكي في مركز الوسط. شارك مع منتخب المكسيك لكرة القدم. أما مع النوادي، فقد لعب مع تايجرز أونال وكروز آزول ونادي تشياباس وCruz Azul Hidalgo ‏ وIndios de Ciudad Juárez ‏.

## وصلات خارجية
- توماس كامبوس على موقع قاعدة بيانات كرة القدم.إي يو (الإنجليزية)
- توماس كامبوس على موقع ناشيونال فوتبول تيمز (الإنجليزية)
- توماس كامبوس على موقع Soccerway.com (الإنجليزية)